# Henry Norris Russell
Henry Norris Russell (25. oktober 1877 – 18. februar 1957) var en amerikansk astronom. Samtidig med Ejnar Hertzsprung, men uafhængigt af denne, opstillede han i 1910 Hertzsprung-Russell-diagrammet.